# Station Crépieux-la-Pape
Station Crépieux-la-Pape is een spoorwegstation in de Franse gemeente Rillieux-la-Pape.

## Foto's

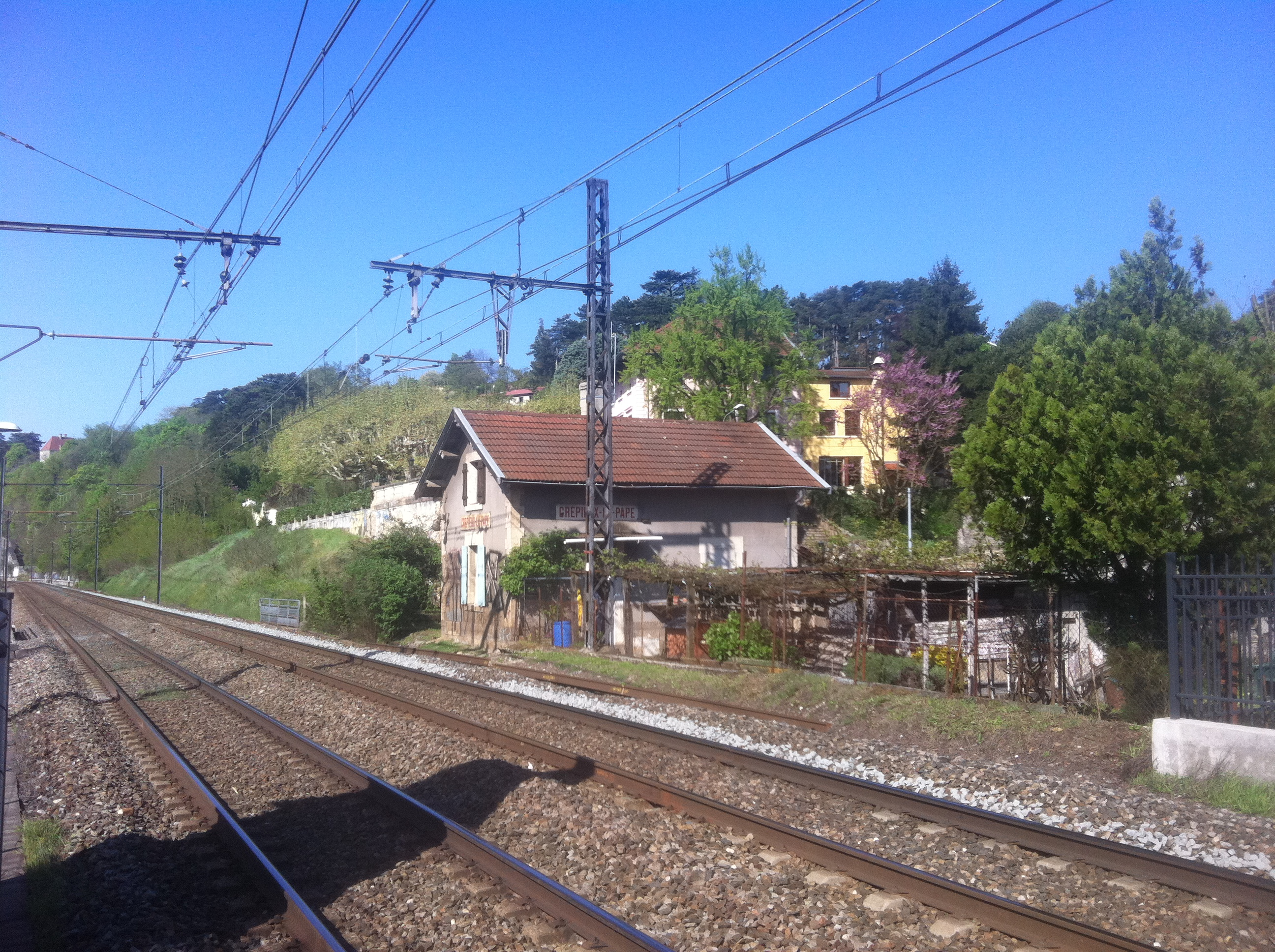
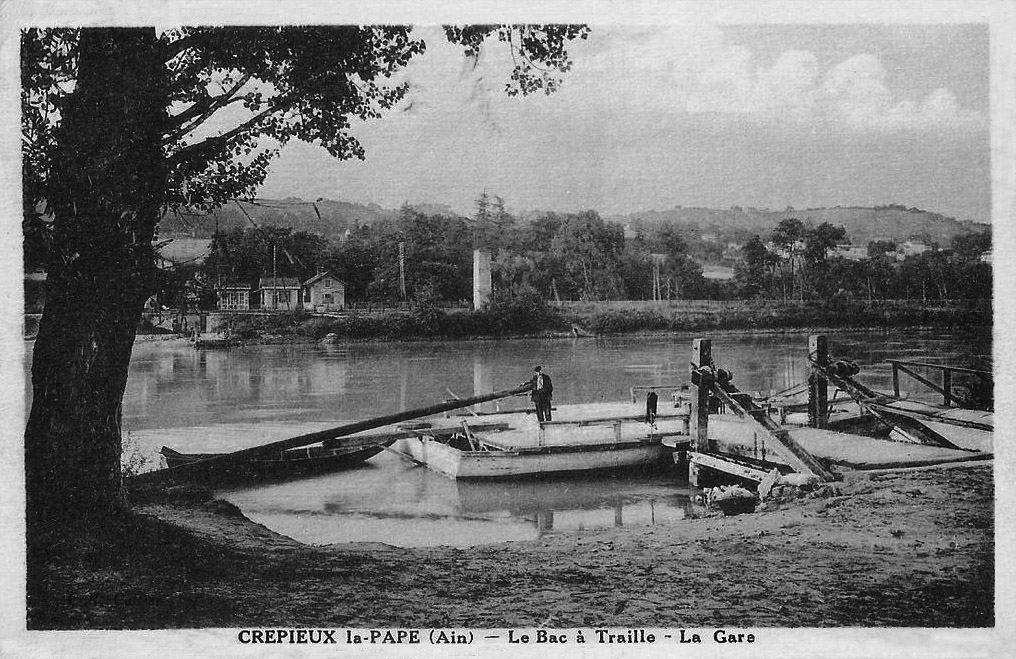